# Bembidion nudipenne
Bembidion nudipenne är en skalbaggsart som beskrevs av Carl Hildebrand Lindroth. Bembidion nudipenne ingår i släktet Bembidion och familjen jordlöpare. Inga underarter finns listade i Catalogue of Life.